# Aleksej Igonin
Aleksej Andreevič Igonin (in russo Алексей Андреевич Игонин?; Leningrado, 18 marzo 1976) è un ex calciatore russo, di ruolo centrocampista.

## Carriera

### Club
Durante la sua carriera ha giocato con varie squadre di club, tra cui anche lo Zenit.

### Nazionale
Conta 2 presenze con la nazionale russa, ottenute nel 1998.

## Palmarès

### Club
- Coppa di Russia: 1

Zenit: 1998-1999
- Coppa del campionato russo: 1

Zenit: 2003